# Gonomyia (Leiponeura) marquesana
Gonomyia (Leiponeura) marquesana is een tweevleugelige uit de familie steltmuggen (Limoniidae). De soort komt voor in het Australaziatisch gebied.